# Anomalon fuscipenne
Anomalon fuscipenne är en stekelart som först beskrevs av Tosquinet 1900.  Anomalon fuscipenne ingår i släktet Anomalon och familjen brokparasitsteklar. Inga underarter finns listade i Catalogue of Life.